# Quis custodiet ipsos custodes?

Quis custodiet ipsos custodes? este o locuțiune în limba latină întâlnită în opera poetului roman Iuvenal din Satirele sale (Satira VI, rândurile 347–348) care se traduce „Cine îi va păzi pe paznici?”.
Contextul original tratează problema infidelității, deși sintagma este utilizată în prezent într-un mod mai general, referindu-se la problema controlului acțiunilor persoanelor aflate în poziții de putere, o problemă discutată de Platon în Republica. Nu este clar dacă fraza a fost scrisă de Iuvenal sau dacă pasajul în care apare a fost interpolat în operele sale.
Un concept similar se regăsește în Noul Testament, atunci când apostolul Pavel se adresează bătrânilor (presbiterii) din Efes, denumiți și „supraveghetori” (episkopoi), avertizându-i cu privire la necesitatea de „a veghea în continuare [pe ei înșiși]”, în afară de a fi parte a „turmei”. „Știu bine că, după plecarea mea, se vor vârî intre voi lupi răpitori, care nu vor cruța turma. Și se vor scula din mijlocul vostru oameni care vor învăța lucruri stricăcioase, ca să tragă pe ucenici de partea lor”. (Faptele 20: 28-31).

## Context original
Fraza, așa cum este citată în mod normal în latină, provine din Satirele lui Iuvenal, satirist roman (secolele I-II). Deși în utilizarea sa modernă expresia are aplicații universale, atemporale, asupra unor concepte precum guvernele tiranice, dictaturile opresive necontrolate și corupția și reacția exagerată (polițienească sau judiciară), ea se referă în contextul poemului lui Iuvenal la imposibilitatea de a impune un comportament moral asupra femeilor atunci când executorii (custozii) sunt coruptibili (Satira 6, 346–348):
„audio quid ueteres olim moneatis amici,
«pone seram, cohibe.» sed quis custodiet ipsos custodes?
cauta est et ab illis incipit uxor.”
Editorii moderni consideră aceste trei rânduri ca o interpolare inserată în text. În 1899, un student al Universității din Oxford, E.O. Winstedt, a descoperit un manuscris (cunoscut acum drept O, pentru Oxoniensis) conținând 34 de rânduri despre care unii cred că au fost omise din alte texte ale poemului lui Iuvenal. Dezbaterea asupra acestui manuscris este în curs de desfășurare, dar, chiar dacă versurile nu sunt ale lui Iuvenal, este probabil să păstreze contextul original al expresiei. Dacă este așa, contextul inițial este următorul (O 29–33):
„... noui
consilia et ueteres quaecumque monetis amici,
«pone seram, cohibes.» sed quis custodiet ipsos custodes?
qui nunc lasciuae furta puellaehac mercede silent crimen commune tacetur.”